# Licantropus (film)
Licantropus (Werewolf by Night) è uno speciale televisivo statunitense diretto da Michael Giacchino e scritto da Peter Cameron e Heather Quinn per il servizio di streaming Disney+, basato sull'omonimo personaggio di Marvel Comics. È il primo speciale televisivo nel Marvel Cinematic Universe (MCU), condividendo la continuità con i film del franchise. Lo speciale è prodotto dai Marvel Studios.
Gael García Bernal partecipa nello speciale come Jack Russell / Licantropus, insieme a Laura Donnelly e Harriet Sansom Harris. Lo sviluppo dello speciale è iniziato nell'agosto 2021, con il cast di Bernal a novembre. Giacchino si è unito a marzo 2022, prima dell'inizio delle riprese nello stesso mese ad Atlanta, in Georgia, che si sono concluse alla fine di aprile. Lo speciale è stato distribuito su Disney+ il 7 ottobre 2022, come parte della Fase Quattro del MCU.

## Trama

Ted (Carey Jones) e Jack Russell (Gael García Bernal) in una scena dello speciale TV

Da secoli, i cacciatori di mostri si occupano di cacciare e uccidere le creature per tenere al sicuro la razza umana. Ulysses Bloodstone, uno dei più celebri cacciatori di mostri, muore, e la sua vedova Verussa invita un gruppo di cacciatori per decidere chi entrerà in possesso della Bloodstone, reliquia appartenuta a Ulysses che indebolisce le creature mostruose. Tra le persone che giungono ci sono il cacciatore di mostri Jack Russell ed Elsa, figlia estraniata di Ulysses in cattivi rapporti con la matrigna Verussa.
Gli invitati devono entrare in un labirinto al cui interno si aggira un mostro con la Bloodstone impiantata sulla schiena e devono ucciderlo per impossessarsene. Jack in realtà è amico della creatura (il cui nome è Ted) e intende portarla in salvo; riesce a convincere Elsa ad aiutarlo, così lei potrà ottenere la reliquia. I due fanno fuggire Ted aprendo una breccia in un muro, ma la Bloodstone colpisce Jack con i suoi poteri quando prova a raccoglierla, indicando che anche lui è un mostro. Quando lo scoprono, Verussa e gli altri cacciatori catturano lui ed Elsa.
Jack ed Elsa vengono rinchiusi in una gabbia e Verussa lancia un incantesimo per rivelare la vera natura di Russell, così da fargli uccidere Elsa per poi ucciderlo a sua volta. Jack si trasforma in un licantropo, si libera dalla prigionia e stermina i cacciatori con l'aiuto di Elsa. Poi fa per aggredire quest'ultima, ma la risparmia in quanto la riconosce (Russell aveva memorizzato preventivamente l'odore della donna, così da ricordarsi di lei dopo la trasformazione) e scappa. Verussa fa per uccidere Elsa, venendo eliminata infine da Ted che giunge in soccorso di Elsa e poi se ne va in cerca di Jack. Elsa eredita il maniero di suo padre, mentre Ted e Russell (tornato umano la mattina seguente) si ricongiungono nella foresta.

## Personaggi e interpreti
- Jack Russell / Licantropus, interpretato da Gael García Bernal: Un uomo afflitto da una maledizione che lo trasforma in un lupo mannaro pur mantenendo il suo intelletto umano.
- Elsa Bloodstone, interpretata da Laura Donnelly: La figlia separata di Ulysses a cui non piace la tradizione della sua famiglia di cacciare mostri.
- Verussa Bloodstone, interpretata da Harriet Sansom Harris: La vedova di Ulysses e la matrigna di Elsa, a capo di un gruppo segreto di cacciatori di mostri.

Altri cacciatori di mostri includono Kirk Thatcher come Jovan, Eugenie Bondurant come Azarel, Leonardo Nam come Liorn, Al Hamacher come Billy Swan, e Daniel J. Watts come Barasso. Carey Jones interpreta la creatura della palude Ted Sallis / Uomo Cosa. Richard Dixon dà la voce a Ulysses Bloodstone, il padre cacciatore di mostri di Elsa che è diventato un essere animato simile a uno zombi. Rick Wasserman narra anche la sequenza di apertura del film.

## Produzione

### Riprese
Le riprese sono iniziate a marzo e si sono concluse nell'aprile 2022.

## Promozione
Il teaser trailer e il poster dello speciale sono stati rivelati al D23 Expo del 2022. Il trailer è stato notato per essere apparso in bianco e nero e per avere altri elementi cinematografici che ricordavano i classici film horror. Maggie Boccella di Collider ha ritenuto che il trailer fosse "presentato come un film horror della vecchia scuola", paragonandolo alle opere di Lon Chaney e Bela Lugosi, entrambi attori noti principalmente per i loro ruoli nei film dell'orrore. Amanda Lamadrid di Screen Rant ha definito il trailer "scioccante e unico", dicendo che mostra la Marvel "andare all-in sul fattore urlo vintage", aggiungendo che lo speciale sembra "diverso da qualsiasi precedente progetto MCU".

## Distribuzione
Lo speciale è stato pubblicato su Disney+ il 7 ottobre 2022. Fa parte della Fase Quattro del MCU. Una proiezione speciale si è svolta il 25 settembre 2022 al Fantastic Fest di Austin, in Texas. Un'altra proiezione si è tenuta il 6 ottobre 2022 all'Hollywood Forever Cemetery nell'ambito di un evento Disney+ a tema Halloween chiamato "Hallowstream" insieme all'episodio di WandaVision "Nuovissimo Halloween spaventacolare".

### Edizione italiana
Il doppiaggio italiano e la sonorizzazione dello special televisivo sono stati eseguiti dalla società Iyuno-SDI Group. La direzione è di Massimiliano Alto e i dialoghi sono a cura di Philippe Morville; con la supervisione artistica di Lavinia Fenu.

## Accoglienza
Il sito web di recensioni Rotten Tomatoes ha riportato un punteggio di approvazione del 91%, con un punteggio medio di 7,70 su 10, basato su 88 recensioni.
Chris Evangelista di /Film ha assegnato allo speciale un 7 su 10, descrivendo lo speciale televisivo come "un omaggio a un film di mostri veloce, violento e divertente, ed è perfetto per Halloween". Ha elogiato l'uso di effetti pratici per la rappresentazione del lupo mannaro in contrasto con la CGI e gli stili cinematografici in bianco e nero. Germain Lussier di Gizmodo ha descritto lo speciale come "un cortometraggio bello, esagerato e divertente che funzionerebbe anche se non avesse nulla a che fare con la Marvel". Sentiva che il ritmo dello speciale impediva di essere in grado di assorbire completamente tutti i personaggi e gli incontri presentati. Marisa Mirabal di IndieWire ha dato lo speciale "B+", godendosi il lavoro di progettazione di Shimoguchi e White, la "partitura più grande della vita" di Giacchino e l'uso di effetti pratici. Sebbene sia rimasta colpita dall'equilibrio tra violenza e commedia nello speciale, insieme a una trama "stretta e concisa", ha notato che a causa della sua breve durata, "i personaggi non erano in grado di essere completamente sviluppati ed esplorati" .

## Documentario speciale
A settembre 2022 è stato annunciato uno speciale documentario su Licantropus dai Marvel Studios Unscripted Content e dal fratello di Michael Giacchino, Anthony, che ne ha curato la sceneggiatura e la regia. Il documentario, intitolato Licantropus - Behind the scenes (Director by Night), esplora il dietro le quinte della realizzazione di Licantropus ed esplora lo stile, la visione e il sogno di Michael Giacchino per la regia, includendo anche filmati in 8 mm che Giacchino ha girato durante la sua infanzia. Lo speciale è uscito su Disney+ il 4 novembre 2022, commercializzato con il marchio Marvel Studios Special Presentation.

## Futuro
Nel settembre 2022, il co-produttore esecutivo Brian Gay ha detto che Licantropus avrebbe iniziato a esplorare una varietà di mostri che esistono da secoli nell'MCU, come l'artwork presente nello speciale. Inoltre, ha affermato che l'idea era di far apparire tali mostri in progetti futuri. Gay ha anche spiegato che il finale dello speciale ha lasciato intenzionalmente Russell e Bloodstone "totalmente cambiati" e in "uno spazio in cui non si aspettavano di trovarsi", e sentiva che era l'inizio per i loro personaggi ma era incerto se sarebbero tornati. Feige ha detto che lo speciale introdurrà una parte dell'MCU che diventerà "abbastanza importante" per il suo futuro.